# إدوارد شتايشن
إدوارد جون شتايشن (27 مارس 1879- 25 مارس 1973) هو مصور أمريكي لوكسمبورغي، ورسام وأمين متحف، عرف بكونه أحد أكثر الشخصيات المنتجة والمؤثرة في تاريخ التصوير. يعود الفضل لشتايشين في تحويل التصوير الفوتوغرافي إلى أسلوب فني. نُشرت صوره الفوتوغرافية في المجلة الرائدة كاميرا ورك التي تعود ملكيتها لألفريد شتيغليتز، أكثر مما نشرت أعمال غيره خلال فترة نشاط المجلة بين عامي 1903 و1917. امتدحه شتيغليتز ووصفه بأنه «أعظم مصور فوتوغرافي على الإطلاق».
بصفته رائدًا في مجال التصوير الفوتوغرافي للأزياء، كانت صور الأثواب النسائية التي صورها شتايشين لمجلة آرت إي ديكوراتيسسون في عام 1911 أول ما نشر في مجال الصور الفوتوغرافية الحديثة للأزياء. شغل شتايشين منصب كبير المصورين في مجلتي فوغ وفانيتي فير التابعتين لكوندي ناست، بينما عمل أيضًا لصالح العديد من وكالات الإعلام، بما فيها ج. والتر تومبسون. اعتبر شتايشين المصور الأكثر شعبية والأعلى أجرًا في العالم خلال هذه السنوات. بعد دخول الولايات المتحدة في الحرب العالمية الثانية، استدعي شتايشين من قبل القوات البحرية الأمريكية ليشغل منصب مدير وحدة التصوير الفوتوغرافي للطيران البحري. أخرج شتايشين الفيلم الوثائقي الحربي ذا فايتينغ ليدي في عام 1944، الذي فاز بجائزة الأوسكار لأفضل فيلم وثائقي في حفل توزيع جوائز الأوسكار السابع عشر.
شغل شتايشين منصب مدير قسم التصوير الفوتوغرافي في متحف نيويورك للفن الحديث بين عامي 1947 و1961. وفي أثناء ذلك، نسق وجمع عددًا من المعارض من ضمنها ذا فاميلي أوف مان، الذي زاره مليون شخص. وفي عام 2003، أدرجت المجموعة الصورية لمعرض ذا فاميلي أوف مان إلى سجل ذاكرة العالم التابع لليونيسكو اعترافًا بقيمتها التاريخية. في فبراير من عام 2006، بيعت نسخة من صورة فوتوغرافية قديمة لشتايشين بالأسلوب التصويري بعنوان ذا بوند-مون لايت (1904)، مقابل 2.9 مليون دولار أمريكي، وهو أعلى سعر دفع لقاء صورة فوتوغرافية في مزاد علني في ذلك الوقت. بينما أصبحت نسخة أخرى لصورة فوتوغرافية من نفس الأسلوب، ذا فلات آيرون (1904)، ثاني أغلى صورة في العالم في 8 نوفمبر من عام 2022، عندما بيعت مقابل 12,000,000 دولار أمريكي في دار المزاد كريستي في نيويورك، وهو سعر أعلى بكثير من التخمين الأولي الذي قُدّر بين 2,000,000 و3,000,000 مليون دولار أمريكي.

## النشأة
ولد إيدوارد جون شتايشين في 27 مارس في عام 1879، في منزل صغير في قرية بيفانج في لوكسمبورغ. والداه هما جون-بيير وماري كيمب شتايشين. واجه الأبوان ظروفًا قاسية وصعوبات مادية، فقررا البداية من جديد وهاجرا إلى الولايات المتحدة الأمريكية حين كان شتايشين بعمر ثمانية عشر شهرًا. هاجر جون-بيير شتايشين في عام 1880، وتبعته ماري شتايشين مع رضيعها إيدوارد بعد أن استقر في هانكوك في شبه جزيرة مشيغيان العليا في كوبر كونتري. وفقًا لكاتبة السيرة الذاتية المعروفة بينيلوب نيفين، التي ترجمت سيرة حياة شتايشين، فإن آل شتايشين كانوا «جزءًا من نزوح كبير شهدته لوكسمبورغ في أواخر القرن التاسع عشر بسبب تردي الأوضاع الاقتصادية».
في 1 مايو من عام 1883، ولدت ليليان شتايشين في هانكوك، وهي الشقيقة الوحيدة لإيدوارد شتايشين. ستتزوج ليليان فيما بعد من الشاعر كارل ساندبرغ، الذي التقته في مكتب حزب ميلواكي الاجتماعي الديمقراطي عام 1907. ساعد زواجها في العام التالي من ساندبرغ على خلق صداقة وشراكة مستمرة بين شقيقها وزوجها.
مع حلول عام 1889 وعندما كان إيدوارد في العاشرة من العمر، كان والداه قد ادخرا ما يكفي من المال لانتقال العائلة إلى ميلواكي. تعلم إدوارد هناك الألمانية والإنجليزية في المدرسة، بينما استمر في تحدث اللوكسمبورغية في المنزل.
في عام 1894 وفي عمر الخامسة عشرة، التحق شتايشين بكلية بيو نونو، وهي مدرسة ثانوية للبنين الكاثوليك، وهناك لوحظت موهبة شتايشين الفنية واعتبرت رسوماته واعدة على وجه الخصوص. غادر شتايشين المدرسة الثانوية ليبدأ تدريبًا مهنيًا في الطباعة الحجرية لمدة أربع سنوات مع شركة الفنون الجميلة الأمريكية في ميلواكي. بعد ساعاتٍ فقط، كان بإمكان شتايشين تنفيذ مخططات أولية ورسومات، وبدأ يعلّم نفسه الرسم. بعد اكتشاف شتايشين لمتجر بيع مستلزمات تصوير بالقرب من عمله، بدأ يتردد إليه بشكل دائم حتى أقنع نفسه بشراء أول آلة تصوير، وهي كاميرا كوداك مستعملة من نوع صندوق «ديتيكتيف» في عام 1895. جمع شتايشين وأصدقاؤه المهتمون أيضًا بالرسم والتصوير مدخراتهم، واستأجروا غرفة صغيرة ضمن مبنى مكتبي في ميلواكي، ويسكونسن وبدأوا يطلقون على أنفسهم اسم رابطة طلاب الفنون في ميلواكي. عينت المجموعة كل من ريتشارد لورنز وروبرت شادي لإلقاء محاضرات من وقت لآخر. عرضت صور شتايشين الفوتوغرافية في عام 1899 في صالون فيلاديلفيا الثاني للتصوير الفوتوغرافي.
أصبح شتايشين مواطنًا أمريكيًا في عام 1900 وأمضى على معاملات التجنيس باسم إدوارد ج. شتايشين، لكنه واصل استخدام اسم الولادة إيدوارد إلى ما بعد الحرب العالمية الأولى.